# Уеда Аясе
Уеда Аясе (яп. 上田 綺世; нар. 28 серпня 1998) — японський футболіст, що грає на позиції нападника.

## Клубна кар'єра
У дорослому футболі дебютував 2019 року виступами за команду клубу «Касіма Антлерс».

## Кар'єра в збірній
З 2019 року залучається до складу національної збірної Японії, з якою брав участь у Кубку Америки 2019. У формі головної команди країни зіграв 25 матчів.
У 2021 році Уеда включили до складу олімпійської збірної Японії для участі у футбольному турнірі на домашніх для японської збірної Олімпійських іграх 2020 року у Токіо, на якому команда Японії посіла 4-те місце.

## Статистика виступів
| Збірна Японії | Збірна Японії | Збірна Японії |
| Рік           | Матчі         | Голи          |
| ------------- | ------------- | ------------- |
| 2019          | 6             | 0             |
| 2022          | 6             | 0             |
| 2023          | 7             | 7             |
| 2024          | 6             | 4             |
| Разом         | 25            | 11            |

## Титули і досягнення
Японія U23
- Срібний призер Азійських ігор: 2018

«Феєнорд»
- Володар Кубка Нідерландів: 2023–24[4]
- Володар Суперкубка Нідерландів: 2024[5]